# 10 Dywizja Piechoty (Imperium Rosyjskie)
10 Dywizja Piechoty (ros. 10-я пехотная дивизия) – dywizja piechoty armii Imperium Rosyjskiego, w tym okresu działań zbrojnych I wojny światowej.

## Charakterystyka
Na początku lat 30. XIX w. dokonano reorganizacji rosyjskiej piechoty. Zmniejszono liczbę dywizji i zmieniono ich numerację. 29 stycznia 1833 13 Dywizja Piechoty stała się 10 Dywizją Piechoty. 

W 1914 wchodziła w skład 5 Korpusu Armijnego. Sztab dywizji stacjonował w Niżnym Nowogrodzie. W tym czasie dywizja etatowo posiadała cztery pułki po cztery bataliony oraz brygadę artylerii polowej z 6 bateriami po 8 dział. Doświadczenie zdobyte podczas walk na frontach I wojny światowej  skutkowało zmianami organizacyjnymi. Zimą z 1916 na 1917 rozpoczęto reorganizację dywizji piechoty. Zredukowano liczbę batalionów z 16 do 12 i zmniejszono liczbę dział polowych na mniej aktywnych odcinkach frontu.

## Struktura organizacyjna
Organizacja w 1914
- 1 Brygada Piechoty (Niżny Nowogród)
  - 37 Jekaterynburski pułk piechoty (Niżny Nowogród)
  - 38 Tobolski pułk piechoty (Niżny Nowogród)
- 2 Brygada Piechoty (Morszansk)
  - 39 Tomski pułk piechoty (Kozłow)
  - 40 Koływański pułk piechoty (Morszansk)
- 10 Brygada Artylerii (Niżny Nowogród)